# Yasothon
Yasothon (in thailandese ยโสธร) è una città minore (thesaban mueang) della Thailandia di 20 232 abitanti (nel 2020). Il suo territorio è compreso nel distretto di Mueang Yasothon, che è capoluogo della provincia di Yasothon, nel gruppo regionale della Thailandia del Nordest.